# آتش‌بس جنگ ایران و اسرائیل
در ساعت ۶:۰۲ بعدازظهر به وقت شرقی آمریکا (یوتی‌سی ۴:۰۰-) در تاریخ ۲ تیر ۱۴۰۴ (۲۳ ژوئن ۲۰۲۵)، دونالد ترامپ، رئیس‌جمهور ایالات متحده آمریکا، اعلام کرد که توافقی برای آتش‌بس بین اسرائیل و ایران در جنگ ایران و اسرائیل تا ۴ تیر (۲۵ ژوئن) اجرا خواهد شد و این درگیری را «جنگ ۱۲ روزه» نامید. وزیر امور خارجه ایران، عباس عراقچی، این ادعا را رد کرد و گفت هیچ پیشنهادی برای آتش‌بس مورد توافق قرار نگرفته است، اما اظهار داشت که ایران عملیات نظامی خود را متوقف خواهد کرد، مشروط بر اینکه اسرائیل نیز تا «ساعت ۴ صبح به وقت تهران» (یوتی‌سی ۳:۳۰+) خصومت‌ها را متوقف کند. در ساعت ۶:۴۵ صبح به وقت تهران، پدافند هوایی ایران به حملات مداوم اسرائیل به پایتخت پاسخ داد و ایران در ساعت ۷:۰۷ صبح موشک‌هایی را به سمت بئرشبع پرتاب کرد.
با وجود آغاز پرتنش و نقض اولیه آتش‌بس توسط ایران و اسرائیل، این آتش‌بس همچنان پابرجا مانده است، که بخشی از آن به دلیل وساطت مستقیم و مستمر ترامپ با بنیامین نتانیاهو، نخست‌وزیر اسرائیل، بوده است. از حدود ساعت ۷:۳۵ صبح ۲۴ ژوئن به وقت شرقی آمریکا (یوتی‌سی ۴:۰۰-)، هیچ حمله‌ای از سوی دو طرف گزارش نشده است.

## زمینه
در تاریخ ۲۳ ژوئن ۲۰۲۵، در واکنش به حملات ایالات متحده به تأسیسات هسته‌ای ایران، ایران موشک‌هایی به پایگاه هوایی العدید در قطر شلیک کرد. پس از این حملات، رئیس‌جمهور ترامپ از آمادگی خود برای آتش‌بس خبر داد و از ایران به دلیل اطلاع‌رسانی پیشاپیش به ایالات متحده و محدود کردن دامنه واکنش خود تشکر کرد. او همچنین اشاره کرد که این حملات تأثیر کمی داشته و آن‌ها را «پاسخی بسیار ضعیف» توصیف کرد.

## اعلام توافق
در ساعت ۶:۰۲ عصر ۲۳ ژوئن به وقت منطقه زمانی شرقی، ترامپ اعلام کرد که توافقی برای آتش‌بس بین ایران و اسرائیل تا ۲۵ ژوئن اجرا خواهد شد و این درگیری را «جنگ ۱۲ روزه» نامید. بر اساس اعلامیه ترامپ از شب دوشنبه، دو طرف توافق کردند که ایران حملات علیه اسرائیل را از نیمه‌شب به وقت شرقی متوقف کند و اسرائیل قرار بود ۱۲ ساعت پس از آن حملات علیه ایران را متوقف کند. عباس عراقچی، وزیر خارجه ایران، این ادعا را رد کرد و گفت هیچ پیشنهادی برای آتش‌بس پذیرفته نشده، اما ایران آماده است در صورت توقف حملات اسرائیل تا ساعت ۴ صبح به وقت تهران، عملیات نظامی خود را متوقف کند. در ساعت ۶:۴۵ صبح ۲۴ ژوئن به وقت تهران، پدافند هوایی ایران به حملات ادامه‌دار اسرائیل به پایتخت پاسخ داد و در ساعت ۷:۰۷ صبح، موشک‌هایی به سمت بئرشبع شلیک کرد که در این حمله موشکی چهار شهروند اسرائیلی کشته شدند. همان صبح، اسرائیل اعلام کرد که با آتش‌بس دوجانبه‌ای که آمریکا و قطر میانجی‌گری کرده‌اند موافقت کرده و اهداف عملیاتی خود را محقق‌شده می‌داند.

## نقض آتش‌بس
در ساعت ۰۰:۰۰ به وقت گرینویچ، ترامپ در شبکه‌های اجتماعی اعلام کرد که آتش‌بس برقرار شده و از همه طرف‌ها خواست آن را نقض نکنند. اما در حدود ساعت ۷:۳۵ به وقت گرینویچ، مقامات اسرائیلی ادعا کردند که ایران موج جدیدی از موشک‌ها را شلیک کرده است. وزیر دفاع اسرائیل، یسرائیل کاتس، به ارتش دستور داد حملات به ایران را از سر بگیرد و گفت ایران آتش‌بس را «کاملاً نقض کرده است». یک مقام ارتش اسرائیل گزارش داد که دو موشک بالستیک حدود دو ساعت و نیم پس از شروع آتش‌بس به سمت شمال اسرائیل شلیک شده که هر دو توسط پدافند هوایی رهگیری شدند. اما عبدالرحیم موسوی، رئیس ستاد کل نیروهای مسلح ایران، اتهام نقض آتش‌بس را رد کرد و ادعای اسرائیل دربارهٔ شلیک موشک را نادرست خواند. شورای عالی امنیت ملی ایران هشدار داد که هرگونه تجاوز جدید با پاسخ قاطع، محکم و به‌موقع ایران مواجه خواهد شد. سپاه پاسداران ادعا کرد که اسرائیل تا ساعت ۵:۳۰ به وقت گرینویچ به حملات خود ادامه داده، هرچند گزارشی از حملات اسرائیل پس از ساعت ۴ صبح به وقت محلی ایران وجود ندارد.
کمی بعد، ترامپ هر دو طرف را به نقض آتش‌بس متهم کرد و گفت: «ایران آن را نقض کرد، اما اسرائیل هم نقض کرد.» او به اسرائیل هشدار داد که حملات تلافی‌جویانه به ایران انجام ندهد و خلبانانش را فرابخواند. اندکی پس از عزیمت با هواپیمای ایر فورس وان به اجلاس سران ناتو در ناتو، ترامپ در تروت سوشال نوشت: «آتش‌بس برقرار است» و «همه هواپیماها به خانه بازگردند». طبق گزارش آکسیوس به نقل از یک مقام اسرائیلی، ترامپ در تماسی تلفنی با نتانیاهو از او خواست به ایران حمله نکند. نتانیاهو گفت که نمی‌تواند حمله را لغو کند و ایران را مقصر نقض آتش‌بس دانست، اما قول داد حمله را محدود کرده و تنها یک هدف را بزند. در همان زمان، رسانه‌های ایرانی از شنیده شدن صدای انفجار در تهران و حمله به شهر بابلسر بابلسر خبر دادند. گزارش‌هایی نیز از رادیوی نظامی اسرائیل تأیید کرد که یک تأسیسات راداری نزدیک تهران هدف قرار گرفته است. ایران از حملات قبلی خود دفاع کرد و گفت موج آخر موشک‌ها چند دقیقه پیش از شروع آتش‌بس شلیک شده بود. دفتر نتانیاهو نیز بیانیه‌ای منتشر کرد که در آن تخریب یک تأسیسات راداری نزدیک تهران را تأیید و اعلام کرد که نتانیاهو از حملات بیشتر به ایران خودداری خواهد کرد.

## واکنش‌های جهانی به آتش‌بس

### اسرائیل
نخست‌وزیر نتانیاهو آتش‌بس را تأییدی بر موفقیت اسرائیل دانست و آن را «پیروزی تاریخی» بر جاه‌طلبی‌های هسته‌ای و موشک‌های بالستیک ایران توصیف کرد.

### ایران
رئیس‌جمهور مسعود پزشکیان، در یک سخنرانی تلویزیونی آنچه را «پیروزی بزرگ» نامید، ستود. رسانه‌های ایران ادعا کردند که آتش‌بس پس از چهار موج حمله به «سرزمین‌های اشغالی اسرائیل» بر «دشمن» تحمیل شده است و شورای عالی امنیت ملی اعلام کرد که این آتش‌بس «هدف استراتژیک اصلی دشمن» را درهم شکسته است. دولت ایران تلاش کرد تاب‌آوری خود را نشان دهد و بر انسجام اجتماعی و همبستگی مردم با اهدافش تأکید کرد.
خبرگزاری مهر اعلام کرد که حریم هوایی ایران چهارشنبه ۲۵ ژوئن ساعت ۱۰:۳۰ به وقت گرینویچ بازگشایی خواهد شد. پس از بازگشت فرودگاه بین‌المللی بن گوریون به عملیات کامل، شرکت‌های هواپیمایی فلای دبی (امارات متحده عربی)، توس ایرلاینز (قبرس) و بلوبرد ایرویز (یونان) اعلام کردند که خدمات خود را از روز پنجشنبه از سر خواهند گرفت. انتظار می‌رود هاینان ایرلاینز (چین) نیز روز یکشنبه از این اقدام پیروی کند.
واتیکان
ما همچنان با دقت و امید، تحولات ایران، اسرائیل و فلسطین را دنبال می‌کنیم. سخنان حضرت اشعیا با اهمیت فوری طنین‌انداز است: «ملت بر ملت شمشیر نخواهد کشید و دیگر جنگ نخواهند آموخت» (اشعیا ۲:۴). باشد که این صدا که از جانب خدای متعال می‌آید، شنیده شود! باشد که زخم‌های ناشی از اقدامات خونین روزهای اخیر التیام یابد. بیایید تکبر و انتقام را کنار بگذاریم و در عوض قاطعانه راه گفتگو، دیپلماسی و صلح را انتخاب کنیم.
حضور عمومی پاپ لئو چهاردهم در ۲۵ ژوئن ۲۰۲۵ در میدان سنت پیتر
ایلات متحده آمریکا
رئیس جمهور ترامپ آتش بس را "پیروزی برای همه" دانست،اما بر تمایل خود برای جلوگیری از طرح‌های ایران با از سرگیری حملات در آینده تأکید کرد و افزود که اقدام آمریکا نیاز به یک توافق هسته‌ای جدید را کاهش داده است.
قطر
وزارت امور خارجه قطر بیانیه کوتاهی با استقبال از آتش بس صادر کرد (نقش آن به عنوان میانجی ذکر نشد)، مجدداً تأکید کرد که نقض حریم هوایی قطر توسط ایران بخشی از تشدید خطرناک تنش در منطقه است و از "جناب رئیس جمهور ترامپ" به خاطر تلاش‌هایش تشکر کرد.
واکنش های جهانی و اقتصادی
پس از افزایش شدید قیمت نفت در صبح روز 23 ژوئن پس از حملات ایالات متحده به ایران، قیمت جهانی نفت تقریباً به همان قیمت قبل از شروع جنگ ایران و اسرائیل بازگشت و نفت خام برنت در 26 ژوئن با قیمت 67 دلار در هر بشکه معامله شد. میانگین قیمت ملی بنزین در ایالات متحده تا 26 ژوئن به پایین‌ترین حد خود در چهار سال گذشته، یعنی حدود 3.20 دلار، رسید. باب مک‌نالی، رئیس گروه انرژی راپیدان و مشاور انرژی سابق رئیس جمهور جورج دبلیو بوش، اظهار داشت: «با فرض اینکه آتش‌بس برقرار بماند... قیمت بنزین باید در همین حد باقی بماند» و «رئیس جمهور ترامپ به شدت می‌خواهد از افزایش قیمت نفت جلوگیری کند و فقط به جنگ پایان دهد».
سهام شرکت‌های هواپیمایی آمریکایی و اروپایی در روز سه‌شنبه 24 ژوئن افزایش یافت. بازارهای مالی با توجه به حفظ آتش‌بس و عدم اختلال در جریان نفت خام، قیمت‌ها را حفظ کردند و به پایین‌ترین سطح چند هفته‌ای خود رسیدند. بازده اوراق قرضه دولتی منطقه یورو در روز چهارشنبه 25 ژوئن متفاوت بود. شاخص سهام جهانی به بالاترین حد خود رسید و ریسک‌پذیری بیشتری را به دور از پناهگاه امن دلار از سر گرفت.
آنتونیو گوترش، دبیرکل سازمان ملل متحد، در یک پست در رسانه‌های اجتماعی از هر دو طرف خواست که به آتش‌بس احترام بگذارند و ابراز امیدواری صمیمانه کرد که این آتش‌بس در منطقه تمدید شود. رافائل گروسی، مدیرکل آژانس بین‌المللی انرژی اتمی، نیز از تهران خواست که همکاری را از سر بگیرد و بر دیپلماسی به عنوان راه‌حل تأکید کرد.(مجلس ایران روز بعد به پایان همکاری سازمان انرژی اتمی ایران رأی داد.)

## تحلیل
گزارش مؤسسه مطالعه جنگ (ISW) نتیجه‌گیری کرد که عملیات‌های اسرائیل، دولت ایران را وادار به پذیرش آتش‌بس کرد و به اسرائیل امکان داد تا به یکی از اهداف کلیدی خود دست یابد، هرچند حملات محدود به تحمیل هزینه بر جبهه مقاومت بود و نه تلاش برای سرنگونی رژیم. این گزارش خاطرنشان کرد که اسرائیل به‌صورت نظام‌مند امنیت داخلی ایران را در سطح ملی هدف قرار نداد و عمدتاً بر تأسیسات در پایتخت ایران، تهران، تمرکز داشت. در عوض، اسرائیل قصد داشت به ایران نشان دهد که توانایی و اراده لازم برای ایجاد خسارت جدی را دارد، در صورتی که ایران بخواهد درگیری‌ها را ادامه دهد یا گسترش دهد. این گزارش با استناد به برآورد مؤسسه علوم و امنیت بین‌المللی، ارزیابی کرد که توانایی‌های غنی‌سازی ایران به دلیل حملات آمریکا و اسرائیل به شدت محدود شده و «از دست دادن تعداد زیادی سانتریفیوژ و تأسیسات» فعالیت‌های هسته‌ای ایران را برای آینده قابل پیش‌بینی مختل خواهد کرد. همچنین مؤسسه مطالعه جنگ گزارش داد که اقدامات بازدارنده و حملات اسرائیل به پرتابگرها، حجم حملات موشک‌های بالستیک به اسرائیل را کاهش داد و ایران را مجبور کرد به رگبارهای «بسیار کمتر» و «کوچک‌تر» متکی شود؛ این تلاش‌های اسرائیل، ایران را بیش از پیش به تسلیم واداشت.
تریتا پارسی، کارشناس مسائل ایران و یکی از بنیانگذاران و معاون اجرایی مؤسسه کشورداری مسئولانه کویینسی، معتقد است که علیرغم تأکید اسرائیل بر هدف قرار دادن تأسیسات هسته‌ای ایران، این کشور تلاش واضحی برای تضعیف و احتمالاً سرنگونی ساختار حکومت ایران انجام داده است و نتانیاهو به دنبال فرصتی دیگر برای از سرگیری این مأموریت است. او گفت: «دلیل اینکه اسرائیلی‌ها دوباره می‌خواهند حمله کنند این است که می‌خواهند مطمئن شوند ایران را به سوریه یا لبنان بعدی تبدیل می‌کنند – کشورهای که اسرائیل هر زمان بخواهد می‌تواند به آنها حمله کند بدون اینکه به حساب بیاورد.»
بامو نوری، استاد روابط بین‌الملل، در مقاله‌ای برای The Conversation اظهار می‌کند که روز بعد از حملات آمریکا، نتانیاهو با ترامپ در مورد آتش‌بس صحبت کرد، زیرا او می‌خواست از جنگ طولانی فرسایشی که اسرائیل قادر به تحمل آن نبود جلوگیری کند و در حال حاضر به دنبال یک استراتژی خروج بود.
بر اساس برخی منابع، تهران از قطر، عربستان سعودی و عمان خواسته بود که از ترامپ بخواهند که از اسرائیل خواستار آتش‌بس فوری با ایران شود و در ازای آن انعطاف‌پذیری در مذاکرات هسته‌ای ارائه دهد. منابع دیگر می‌گویند که پس از حملات تلافی‌جویانه ایران به یک پایگاه آمریکایی در قطر، ترامپ از امیر قطر خواست تا میانجی‌گری برای توافق آتش‌بس با ایران انجام دهد. ترامپ بعدها گفت: «اسرائیل و ایران تقریباً همزمان به من آمدند و گفتند: 'صلح!'»